# Pontelongo
Pontelongo – miejscowość i gmina we Włoszech, w regionie Wenecja Euganejska, w prowincji Padwa.
Według danych na rok 2004 gminę zamieszkiwały 3773 osoby, 377,3 os./km².